# ثلاثة فئران عمياء (مسرحية إذاعية وقصة قصيرة)
ثلاثة فئران عمياء أو المصيدة (بالإنجليزية: Three Blind Mice)‏ هو اسم مسرحية إذاعية لمدة نصف ساعة كتبتها أجاثا كريستي وبُثت على برنامج لايت بي بي سي في 08:00 يوم الجمعة 30 مايو 1947. كان عرض هذه المسرحية جزءًا من أمسية من البرامج تكريمًا لعيد ميلاد الثمانين للملكة ماري. وكانت بي بي سي تواصلوا بالملكة قبل بضعة أشهر، وسألوها عن برامج ترغب في سماعها. ومن بين مجموعة مختارة من الموسيقى ومتنوعة، طلبت شيئًا من قصص أجاثا كريستي. وقد وافقت كريستي على أن يكون لها مبلغ لدعم دور الرعاية في مستوصف ساوثبورت. جاءت فكرة المسرحية من مأساة واقعية هي قضية دينيس أونيل، في عام 1945 وقد تُوفي هذا الصبي في دور الرعاية. وتنص السيرة الذاتية الرسمية لكريستي بأن اسم الصبي كان دانيال أونيل ولكن التقارير الصحفية المعاصرة تنص على أن اسم الصبي دينيس أونيل؛ بعد فترة وجيزة من البث المذياعي لهذه القصة قُدِّم اقتراح لكريستي بأن تتحول هذه المسرحية إلى قصة قصيرة. وقد نُشرت القصة في الولايات المتحدة في مجلة كوزموبوليتان في مايو 1948 ثم في مجموعة قصصية عام 1950 تحت اسم ثلاثة فئران عمياء وقصص أخرى.

## الإنتاج الإذاعي
المدير والمنتج: مارتن سي ويبستر
الطاقم:
- باري مورس بِدَوْر جايلز ديفيس
- بيلي كيستال بِدَوْر مولي ديفيس
- غلاديس يونغ بِدَوْر السيدة بويل
- رتشارد وليامز بِدَوْر الرائد ميتكالف
- راف دي لا توري بِدَوْر السيد بارافيسيني
- ألان ماكليلاند بِدَوْر كريستوفر رين
- لويس سترينجر بِدَوْر المحقق والرقيب تروتر
- ليديا شيروود بِدَوْر السيدة ليون
- وقد كان هناك أدوار أخرى لكل من مارجوري يستبري، ديفيد كوسوف ودنكان ماكنتاير

## الترجمة العربية
- ثلاثة فئران عمياء (Three Blind Mice) قام بترجمتها محمد عبد المنعم جلال نشرت مع قصص أخرى بمجموعة قصصية بعنوان "المصيدة"، دار ومطابع المستقبل.
- ثلاثة فئران عمياء - دار النجمة للنشر والتوزيع.[2]
- المصيدة - عمر عبد العزيز أمين، دار ميوزيك للطبع والنشر. وتحمل الرواية الرقم (81) ضمن السلسلة.[3]
- المصيدة، مكتبة النافذة.[4]